# Ajman Club
Ajman Club – emiracki klub piłkarski z siedzibą w Adżmanie.

## Historia
Klub został założony w 1974. W sezonie 1983/1984 zdobył Puchar Prezydenta ZEA, czyli krajowy puchar. Z kolei w sezonie 1990/1991 zadebiutował w rozgrywkach pierwszej ligi.

### Historia występów w pierwszej lidze
| Sezon   | Liga           | Miejsce      |
| ------- | -------------- | ------------ |
| 1990/91 | UAE Pro League |              |
| 1991/92 | UAE Pro League | 16. (spadek) |
| 2008/09 | UAE Pro League | 9.           |
| 2009/10 | UAE Pro League | 12. (spadek) |
| 2011/12 | UAE Pro League | 7.           |
| 2012/13 | UAE Pro League | 10.          |
| 2013/14 | UAE Pro League | 10.          |
| 2014/15 | UAE Pro League | 13. (spadek) |
| 2017/18 | UAE Pro League | 8.           |
| 2018/19 | UAE Pro League | 7.           |
| 2019/20 | UAE Pro League | 10.          |
| 2020/21 | UAE Pro League | 12.          |
| 2021/22 | UAE Pro League | 7.           |
| 2022/23 | UAE Pro League | 6.           |
| 2023/24 | UAE Pro League |              |

## Reprezentanci kraju grający w klubie
stan na grudzień 2023
|  | - Karim Kerkar - Karim Ziani - Ali Madan - Yves Diba Ilunga - Bubacarr Trawally - Simon Feindouno - Razzaq Farhan - Karrar Jassim - Ahmad Ibrahim Khalaf - Dżawad Kazemian - Ali Samereh - Sébastien Siani - Prestige Mboungou |  | - Jusuf as-Sulajman - Rabih Ataya - Hasan Matuk - Tongo Hamed Doumbia - Modibo Maïga - Founéké Sy - Walid Azarou - Mohamed Berrabeh - Driss Fettouhi - Adil Hermach - Tarik Sektioui - Husain Ali Al-Hadhri - Fawzi Bashir |  | - Mame Thiam - Ibrahima Touré - Miral Samardžić - Rodrigo Silva - Mohamed Kader - Firas Ben Larbi - Haykeul Chikhaoui - Nader Ghandri - Aziz Haydarov - Bakari Koné - Mohammad Abdulbasit Al-Abdullah - Mansour Mohamed Al-Blooshi |  | - Ahmed Malallah Al-Hammadi - Salah Abbas Al-Hawasin - Rashid Abdulrahman Al-Hosani - Reda Abdulhadi Al-Jaberi - Badr Yaqoot Al-Juraishi - Tareq Ahmed Al-Khaddeim - Gharib Hareb Farhan Al-Kuwaiti - Abdulrahman Ibrahim Al-Mazem - Mohammed Nasser Al-Mesmari - Obaid Khalifa Al-Mesmari - Shehab Ahmed Al-Olaqi - Bilal Yousif Al-Raeesi |  | - Mohammed Salem Al-Saadi - Mohammed Omar Al-Shaddadi - Abdullah Malallah Al-Shamali - Saif Rashid Al-Shemili - Ali Rabea Al-Tenaiji - Saad Surour Al-Yasi - Jamal Abdulla Ali - Mousa Abdulrahman Hatab - Mutaz Abdulla Mohammed - Mohammad Sarwashi - Mohammed Ali Shaker |